# 馬斯馬奇克切區
馬斯馬奇克切區（西班牙語：Distrito de Masma Chicche），是秘魯的一個區，位於該國中部胡寧大區的豪哈省，始建於1964年2月28日，面積29.86平方公里，海拔高度3,650米，2005年人口1,027，人口密度每平方公里34人。